# Coleophora trifisella
Coleophora trifisella é uma espécie de mariposa do gênero Coleophora pertencente à família Coleophoridae.